# 김승호 (연출가)
김승호는 대한민국의 텔레비전 드라마 연출감독이다.

## 드라마
- 2011년 SBS 수목 특별기획 드라마 《뿌리깊은 나무》 ... 기획
- 2013년 SBS 드라마스페셜 《주군의 태양》 ... 기획
- 2014년 SBS 월화 미니시리즈 《닥터 이방인》 ... 기획
- 2014년 SBS 월화 특별기획 드라마 《비밀의 문: 의궤 살인 사건》 ... 기획
- 2014년 중국 절강위성방송 《남인방 2》 ... 공동연출
- 2016년 ~ 2017년 SBS 드라마스페셜 《푸른 바다의 전설》 ... 기획
- 2019년 SBS 금토 드라마 《녹두꽃》 ... 공동연출
- 2021년 JTBC 수목 미니시리즈 《시지프스 : the myth》 ... 공동연출
- 2022년 tvN 주말 미니시리즈 《스물다섯 스물하나》 ... 공동연출
- 2023년 MBC 금토 미니시리즈 《조선변호사》 ... 공동연출
- 2024년 JTBC 수목 미니시리즈 《조립식 가족》 ... 연출